# Silistra (província)
Silistra (búlgaro: Силистра) é um distrito da Bulgária. Sua capital é a cidade de Silistra. Localiza-se na região histórica da Dobruja

## Municípios
| Nome       | População (censo 2001) |
| ---------- | ---------------------- |
| Alfatar    | 3.990                  |
| Glavinica  | 13.848                 |
| Dulovo     | 30.591                 |
| Kaynardzha | 5.467                  |
| Silistra   | 61.942                 |
| Sitovo     | 6.856                  |
| Tutrakan   | 19.309                 |